# Jelyssejiwka
Jelyssejiwka (ukrainisch Єлисеївка; russisch Елисеевка Jelissejewka) ist ein Dorf im Südosten der ukrainischen Oblast Saporischschja mit etwa 900 Einwohnern (2015).

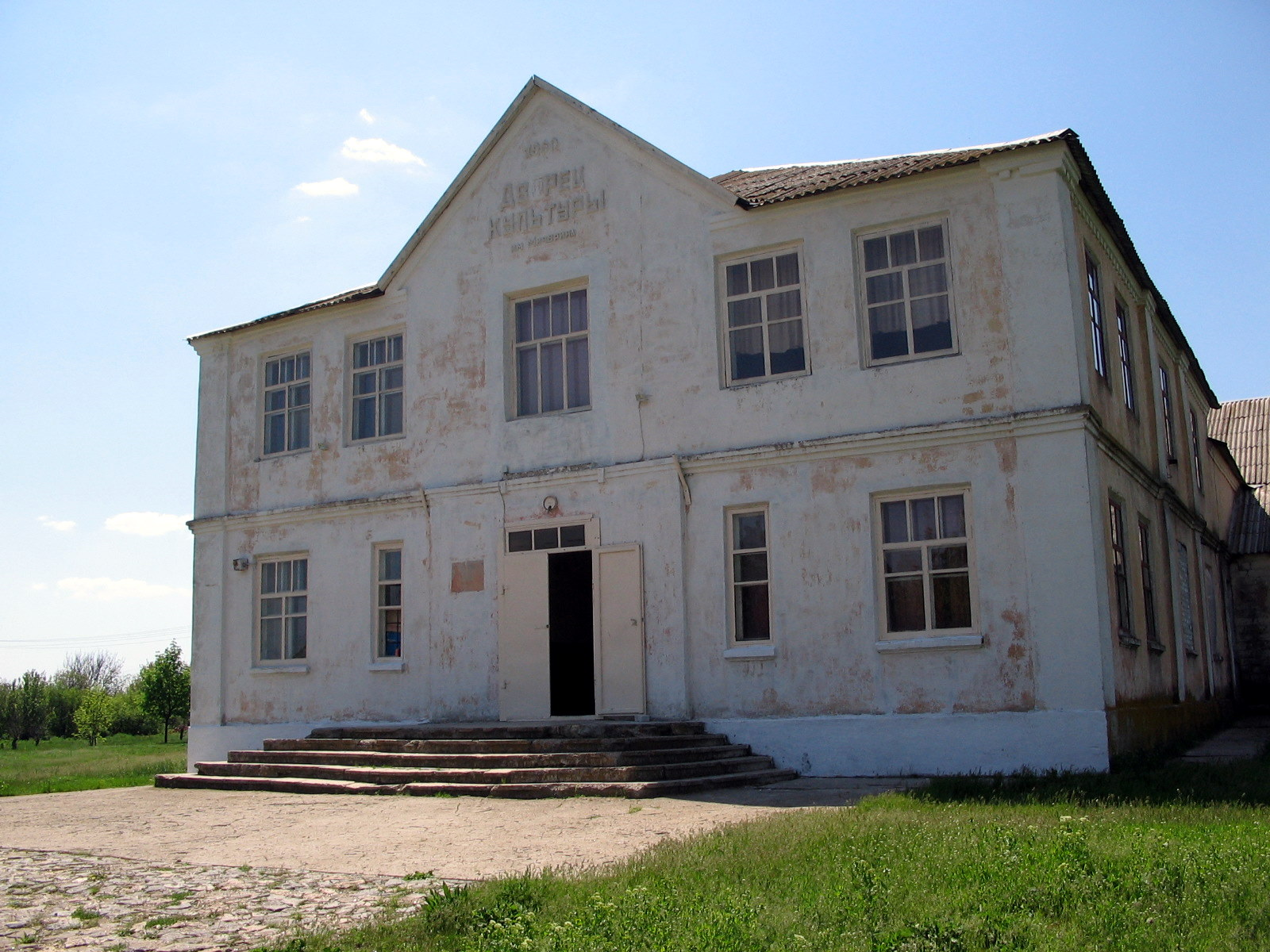
Landklubhaus im Ort

Das Dorf wurde 1861 von ehemaligen Leibeigenen der Provinzen Charkow, Poltawa und Kursk an Stelle einer Ansiedlung der Nogaier gegründet. Anfang der 1970er Jahre besaß Jelyssejiwka 2623 Einwohner und 2001 lebten 1229 Menschen im Dorf.
Die Ortschaft liegt auf einer Höhe von 97 m am Ufer des Tschokrak (Чокрак), einem 24 km langen Nebenfluss der Obytitschna, 40 km nördlich vom ehemaligen Rajonzentrum Prymorsk und 160 km südöstlich vom Oblastzentrum Saporischschja.
Am 12. Juni 2020 wurde das Dorf ein Teil der neugegründeten Landgemeinde Kolariwka, bis dahin bildete es die gleichnamige Landratsgemeinde Jelyssejiwka (Єлисеївська сільська рада/Jelyssejiwska silska rada) im Nordosten des Rajons Prymorsk.
Seit dem 17. Juli 2020 ist sie ein Teil des Rajons Berdjansk.